# ایل جاف
جاف‌ نام یکی از بزرگ‌ترین اتحادیه‌های ایلی مردم کُرد می‌باشد که سرداران بزرگی از میان آن‌ها برخاسته‌اند (بیشتر از سرداران مشهور عثمانی‌ها و صفویه و افشاریه) و امروزه دیگر ساکن شهرهای بزرگی در ایران و عراق هستند که اکثریت آن‌ها شهروندان عراق می‌باشند و اقلیتی از آن‌ها شهروندان ایران هستند که در عراق حداقل سه شهر بزرگ عراق جاف و در ایران حداقل پنج شهر آن با اکثریت جاف هستند. این اتحادیه ایلی در ابتدا توسط سید احمد بیگ کبیر که از اعقاب شیخ محمد زاهد ملقب به پیر خضر شاهویی می‌باشد پایه ریزی گردید که بعدها تحت حاکمیت فرزندان او که به بیگزادگان جاف معروف می‌باشند هدایت و رهبری گردید. دین بیشتر آن‌ها اسلام اهل سنت و اقلیتی هم در #حلبچه پیرو آیین #یارسان هستند.
جاف‌ها به گویشی از گویش‌های کردی میانی (از شاخه‌های زبان کُردی) صحبت می‌کنند که به گویش جافی معروف است.
مردم جاف بومی منطقه زاگرس شمالی و مرکزی بین ایران و عراق هستند، ایل جاف مرادی در سال ۱۱۱۴ به دست رییس طایفه کُرد ظاهر بگ جاف (Zaher Beg Jaff) ساماندهی و شکل اساسی گرفت. امپراتوری عثمانی در دهه ۱۷۰۰ نام پاشا، یک لقب اصیل، به آن‌ها داد. روسای دیگر جاف عبارت بودند از محمد پاشا جاف، بانو اَدِلا، عثمان پاشا جاف و محمود پاشا جاف.

## سکونت گاه‌های جاف‌ها
جاف‌های ایران دراستان کرمانشاه و در ناحیه ثلاث باباجانی و جوانرود روستاهای دهسرخ.علی آباد ساسل.گلی.بادکان ودر استان ایلام گاهی ساکن شهرستان چرداول و سرابله، روانسر و کرمانشاه و سنقر و سرپل ذهاب و نیمی هم در پاوه هستند که درایران ساکنند هستند و دراستان کردستان ایران بیشتر ساکن شهر سقز و جاف‌های عراق در شهرهای چمچمال و کرکوک و سلیمانیه و حلبچه و… سکونت دارند. (البته اکثریت جاف‌ها ساکن عراق هستند).
جاف‌های شهرستان پاوه کرمانشاه بخشی از آن‌ها در خود شهر پاوه زندگی می‌کنند و از پنج دهستان پاوه، تمامی مردم سه دهستان شیوه سر و ماکوان (هر دو بخش بایِنْگان) و دهستان شمشیر (از بخش مرکزی) صد در صد جاف هستند و از دو دهستان باقی‌مانده هولی و سیروان نیز روستاهای نوریاب، کمدره٬ نجار، هیروی، ورا، بله‌بزان و… نیز جاف هستند.
جاف، از ایل‌های کرد ایران و مشرق عراق است. ایل جاف در ایران، امروزه در استان کرمانشاه، بیشتر در دهستان‌های شیوه سر، کَلاشی و ماکُوان و مره خیل (از بخش بایِنْگان)، شهر شاهو از بخش مرکزیِ شهرستان روانسر، دهستان‌های زِمکان و خانه شور (هر دو از بخش مرکزیِ شهرستان ثَلاثِ باباجانی)، و دهستان‌های پلنگانه و شروینه (هر دو از بخشِ مرکزی شهرستان جوانرود) پراکنده‌اند. این ایل در دهستان زمکان و منصور آقایی، فقط ییلاق و در دیگر دهستان‌ها ییلاق و قشلاق دارند.
در گذشته بخشی از جاف‌ها در کردستان به سر می‌بردند. امروزه بیشتر جافها، به‌ویژه در استان کردستان، تخته قاپو شده‌اند. می‌توان به وجود طایفه جاف سقز در منطقه سقز کردستان اشاره کرده و گفت که آنان شافعی مذهب‌اند. در سرشماری اجتماعی ـ اقتصادی عشایر کوچنده در ۱۳۷۷ش (آخرین آمار)، جمعیت عشایری دهستان‌های استان کردستان، به سبب یکجانشین شدن عشایر، ذکر نشده‌است.
ایل جاف به سه گروه عمده تقسیم می‌شوند: بزرگ‌ترین آنها، جاف عراق یا مرادی است که در عراق به سر می‌برند. گروه دوم، جاف جوانرودی است شامل پانزده تیره، از جمله:رضائى؛ولدبیگی،باشوکی؛رستم بیگی؛شکری،قبادی،باباجانی،ایناخی و... هستند. گروه سوم، جاف گوران یا کرماشانی است شامل هشت تیره، ازجمله گهواره و تفنگچی و قلخانی که هر سه در اوایل سده سیزدهم به اتحادیه گوران (از مرام یارستان) پیوستند و طایشه‌ای / تایشه‌ای و قادرمیرویْسی و نیریژی و بی بیانی / بیویانی که سنّی مذهب‌اند.
در چهار روستای ده پیر ماهیدشت(چوار دیکەی نەوەر)شامل ده پیر،سنگتراش،بانگنجاب و کاشنبه بیشتر از تیره ایناخی جاف می‌باشند که به گفته افراد مسن از شاره زور آب‌وهوا کوردستان مهاجرت کرده‌اند،در حال حاضر با گویش کوردی کلهری تکلم میکنند.جاف‌ها مسلمان و به‌طور عمده سنّیِ شافعی‌اند. سلسله‌های تصوف، مانند نقشبندیه و قادریه، در میان جاف‌ها پیروانی دارد. شیوخ و بزرگان صوفیه ایل جاف، مرید شیوخ برزنجی مانندشیخ عباس کرد کومائین‌‌وشیخ عیسی برزنجی، کاک احمد اعظم سلیمانی و نیز پیرخضر شاهو هستند که سر سلسله آن‌ها به شیخ عبدالقادر گیلانی می‌رسد
جاف‌ها به گویش سورانی (از شاخه‌های زبان کردی) گفتگو می‌کنند که در محل به گویش جافی معروف است.
طبق سرشماری اجتماعی ـ اقتصادی عشایر کوچنده در ۱۳۷۷ش، جمعیت عشایری جاف در استان کرمانشاه ۶۵۵، ۷ تن (۳۲۳، ۱ خانوار) ضبط شده‌است، که مشتمل بود بر ۱۹۲، ۷ تن (۲۵۳، ۱ خانوار) در شهرستان پاوه، ۲۴۹ تن (۳۶ خانوار) در شهرستان جوانرود و ۲۱۴ تن (۳۴ خانوار) در شهرستان ثلاث باباجانی. پرورش بز و گوسفند به‌طور عمده و سپس گاو از اشتغالات آنان است و از قاطر و الاغ و اسب و شتر برای حمل ونقل استفاده می‌کنند. در آمار ۱۳۷۷ش، عشایر جاف ۴۲۲، ۵۵ رأس بز، ۱۴۴، ۱۹ رأس گوسفند و ۰۰۳، ۳ رأس گاو داشتند). آنان از صنایع دستی به بافت قالی، گلیم، جاجیم (به محلی: مُوْج)، سیاه چادر (به محلی: دَوار)، خورجین، نمد، شال و گیوه (به محلی: کَلاش) اشتغال دارند.

## وجه تسمیه و پیشینه لغوی واژه جاف
قدیمی‌ترین کتابی که در آن ذکری از مردم کُرد جاف می‌شود کتاب مروج الذهب مسعودی است که اثر علی بن حسین مسعودی تاریخ‌نویس و جغرافی‌دان و دانشمند و جهان‌گرد عرب سده چهارم است که حدود ۱۱۰۰ سال پیش در کتاب مشهور خود که مروج الذهب نام دارد از کُردهای جاف نام می‌برد و در خصوص کُردهای جاف چنین نگاشته‌است:
"یکی از طایفه‌های کُرد در ولایت جبال هستند با نام طایفه جاونیه که به نظر می‌رسد جاف تغییریافته جاو (جاوان) است".
خاستگاه اصلی ایل جاف شهر کلار است. به نظر می‌رسد که واژه جاف اختصار و خلاصه شده واژه جافان(جافان نام منطقه‌ای در نزدیکی کرکوک است که خاستگاه بخشی از مردم کرد جاف است) و این واژه نیز تغییر یافته واژه جابان در گذر زمان است و واژه جابان نیز تلفظ عربی واژه جاوان است، و این جاوان همان جاوان کُرد، صحابه کُرد پیامبر اکرم (ص) است.
ایل جاف بازماندهٔ همان ایل قدیم جاوان هستند.
نام ایل جاف برگرفته از جاوان یا جاوانیه، نام یکی از ایل‌های کُرد معروف در زمان‌های قدیم است که مسعودی به نَسَب آن‌ها می‌پردازد؛ ازجمله جاوانیه و جلالیه (به‌احتمال زیاد جلالیه همان طایفهٔ کلالیهٔ مسکون در نزدیکی شهر زور است که در صبح الاعشی به آن اشاره شده‌است).
طایفه جاوان کرد بعد از حمله هلاکو به بغداد تبدیل به عرب شده‌اند؛ ولی آنچه به واقعیت و حقیقت نزدیکتر است این است که طایفه جاف کنونی که در کردستان عراق و ایران زندگی می‌کنند نوادگان همان طایفه هستند.
ولادیمیر مینورسکی(Vladimir Minorsky)، جاف‌های امروزی را منتسب به جاوان کُرد می‌داند.
دربارهٔ اشتقاق واژهٔ جاف از جاوان و یکی بودن این دو ایل استدلال‌های گوناگونی کرده‌اند، برخی استدلال کرده‌اند که جاوانی‌ها در اثر هم‌جواری و همزیستی با عرب‌ها نام خود را به عادت و زبان عربی جافان تلفظ می‌کردند و واژهٔ جافان را تثنیهٔ واژهٔ جاف می‌پنداشتند و برای تسمیهٔ دو ایل به کار می‌بردند و بعدها صورت مفرد واژهٔ جاف را برای ایل خود به کار برده‌اند.
نام جاوان در سیر تطور لغوی خود به جاو و جاوی (جاوان و جاوانیه در متون) بدل شده‌است و کارگزاران عرب نیز جاوی‌ها را به سبب سرسختی و جسارتها و مقاومتهایشان جافی (به معنای جفاکننده و خشن و تندخو) می‌نامیدند و به مرور نزد عامهٔ ایلیاتی‌ها به جاف و جافی شهرت یافتند
پیشینه واژه کردی جاف به معنای شجاع و دلیر است. احتمال داده‌است که واژه جاف در عربی، بر گرفته (منحوت) از جوانرود باشد. برخی جاف را برگرفته از نام جابان، سردار بزرگ ایرانی و بازماندگان ایل و اردوی وی، می‌دانند (رجوع کنید به، که در ذکر طایفه‌های کرد از طایفه جاوانیه در ولایت جبال یاد کرده، به نظر می‌رسد جاف تغییریافته جاو / جاوان است.

## پیشینه و تاریخ مردم جاف
جابان صحابه پیامبر (ص) در مکه صاحب فرزندی به نام ابن مأمون گردید و ابویحیی ابن مأمون ابن جاوان از علمای حدیث بوده‌است و در سال ۱۷۲ هجری در کردستان وفات یافته‌است، و فرزندان و نوه‌ها و عشیره جاوان کُرد بعد از فتح کردستان به به میان عشیره اشان در کردستان که جاوانیه (گاوانی و گاهی گالی) بازگشته‌اند و در همان‌جا نیز به زندگی ادامه داده‌اند که پس از بازگشت به کردستان به اشاعه دین اسلام در این خطه پرداختند و بزرگترین محدثین و دانشمندان علوم اسلامی تا اواخر سده دوم از خطه کردستان برخاستند که بیشترشان از قبیله جاوان کُرد هستند.
این مردمان به مرور زمان دو دسته شدند:
دسته اول از عشیره جاوان کُرد:
دسته اول از نسل و بازماندگان و عشیره جاوان، که از همان زمان صدر اسلام شهرنشین بودند و محل سکونتشان شهرهای کرکوک عراق و… بود، که به مرور زمان با کُردهای بادینانی (سکونت گاه اصلی بادینانی‌ها شمال عراق و جنوب ترکیه بود) و عربهایی که از سایر بلاد اسلامی (به خصوص در زمان عباسیان) به این شهرها آمده بودند درهم آمیختند به نحوی که امروزه دیگر کمتر زبان آن‌ها جافی است و کمتر به کُردهایی که در این شهرها هستند جاف گفته می‌شود هرچند که هنوز هم بسیاری از کُردهای شهر کرکوک عراق خود را جاف می‌دانند و حتی در حاضر مطرح‌ترین نماینده حزب دمکرات در پارلمان عراق که از شهر کرکوک می‌باشد، خانم "اشواق جاف" است.
دسته دوم از عشیره جاوان کُرد:
دسته دوم از نسل و بازماندگان و عشیره جاوان، که از همان صدر اسلام از این شهرها بیرون آمدند و به همراه سایر مسلمان‌ها به جهاد در سرزمین‌های دورتر پرداختند و بعد از دوره فتوحات اسلامی نیز به شهرهایشان بازنگشتند و زندگی کوچ نشینی و شکار را انتخاب کرده بودند که به همان صورت باقی ماندند و با سایر مردمان ترکیب نشدند و به مرور زمان به این مردم که از نسل جاوان کُرد بودند جاوانیه و جلالیه و گاهی گاوانی و گلالی می‌گفتند که از همان زمان صدر اسلام تا دوره معاصر با ازدیاد جمعیت اشان، از شمال تا جنوب کردستان عراق و همچنین از مرکز و غرب کردستان ایران تا جنوب غرب کرمانشاه پراکنده گشتند و به تیره‌های بسیار فراوانی تقسیم شدند.
از زمان عباسیان تا ابتدای حکومت قاجاریه، مردمان جاف به‌دلیل زندگی عشایری و روحیه سلحشوری و وفاداریشان همواره مورد علاقه شاهان بزرگ بوده‌اند و همواره شاهان بزرگ ایران زمین در جنگ‌هایشان از آن‌ها کمک می‌گرفتند.
نادرشاه افشار عده کثیری از مردمان جاف با نام عقیلی‌ها را که سکونت گاه اکثریتشان حوزه دربندی خان عراق بود (البته اقلیتی از آن‌ها نیزدر پاوه بودند)، را با خود همراه نموده و آنها را برای دفع افغان‌های شورشی به اصفهان برد و پس از یک سال آن ها را به استرآباد (کردکوی امروزی) برای پیشگیری از حمله ترکمانها کوچاند(اقلیتی از طایفه عقیلی در اصفهان ماندند) . البته این طایفه در جنگ کرنال که منجر به فتح هندوستان شد با نادرشاه همراه بودند. 

 

در زمان امپراطوری عثمانی این نسل از عشیره جاوان کُرد که در ایران و عراق پراکنده بودند، بسیار زیاد شده بودند که در مکتوبات دوره عثمانی از این مردم با نام جاف نام برده می‌شود که از آن‌ها به عنوان مردمان عشایر دلیر و بسیار چابکی یاد می‌شود که مورد اعتماد سلاطین قدرتمند عثمانی بودند و در مواقع حساسی عثمانی‌ها از آن‌ها برای جنگ با دشمنان بهره می‌گرفتند.
در سال ۱۰۴۸(هجری قمری)، چون جاف‌ها به سلطان مراد چهارم عثمانی در فتح بغداد یاری فراوانی رساندند و علت اصلی پیروزی وی در فتح بغداد بودند، سلطان مراد به آنان لقب «جاف مرادی» داد که امروزه این جاف‌های مرادی پرجمعیت‌ترین و مشهورترین دسته از جاف‌ها هستند که در کردستان عراق زندگی می‌کنند.
در جریان جنگ جهانی اول در سال‌های (۱۹۱۴–۱۹۱۸)میلادی، و ورود قوای روسیه به مناطق کردستان و کرمانشاه، جاف‌ها با همکاری نیروهای عثمانی توانستند روس‌ها را شکست دهند و وادار به عقب‌نشینی کنند.
به همین دلیل عثمانی‌ها همواره علاقه خاصی به این مردمان سلحشور و دلیر داشتند و همواره از آن‌ها پشتیبانی می‌کردند و برخی از روئسای ایل جاف حتی در مرکز امپراطوری عثمانی سمت‌های مهمی را عهده‌دار شدند تا آنجا که در زمان فرمانروایی عثمانی‌ها بر عراق، حلبچه که تا این زمان بسیار کوچک بود و شهروندان آن عده قلیلی از سوران‌ها و هورامی‌ها بودند و اهمیت خاصی نداشت که بنای آن به سال‌های بعد از ۱۷۰۰م بر می‌گردد و از جاف‌ها (ایل جاف) به عنوان بنیان‌گذاران و نخستین آبادگران این شهر نام برده‌اند، که تا اواخر سده بیستم نیز نقش مسلط خود را در منطقه حفظ نمودند و به دنبال حضور جاف‌ها در این منطقه، حلبچه در مقام یک شهر آباد به کانون حیات سیاسی، اقتصادی و فرهنگی فعالی تبدیل شد تا اینکه در زمان تشکیل کشور عراق از "محمود پاشای جاف" به عنوان یکی از نخستین رهبرانی یاد می‌کنند که در راستای بیداری قومی و سیاسی مردم آن سامان اقدامات مثمرثمری را انجام داده‌است.

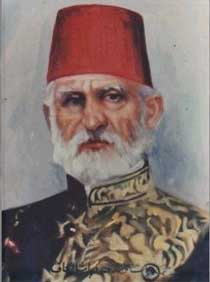
E Moh 45

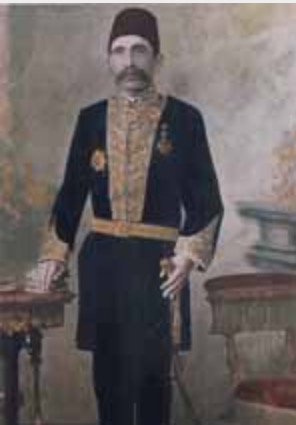
Mahmud Pasha Jaff001

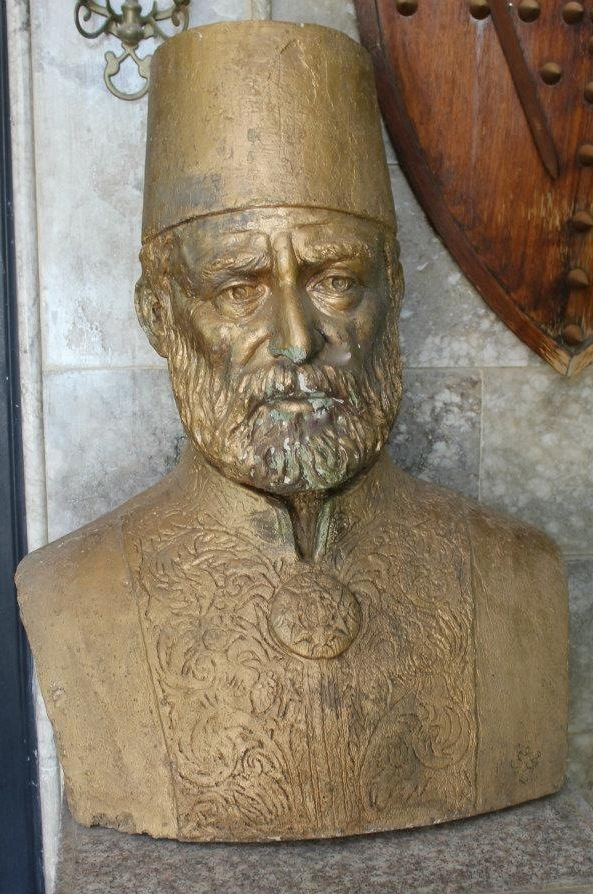
Mohamed Pasha Jaff 2

با آغاز زوال و ضعف امپراطوری عثمانی؛ دشمنان عثمانی‌ها از این فرصت استفاده کردند و ابتدا حکومت قاجاری و سپس عرب‌های عراق ضربه‌های مهلکی به این مردمان وارد آوردند و به مرور زمان مردمان جاف اقتدار گذشته را از دست دادند و در ایران آن‌ها را از سکونت گاه اجدادیشان بیرون راندند و بسیاری از آنان را قتل علم کردند و ناچار اکثریت کردهای جاف به داخل خاک عراق رفتند، تا اینکه پس از فروپاشی امپراطوری عثمانی اعراب نیز آخرین ضربه‌های مهلک را بر پیکره کردهای جاف وارد آوردند و آن‌ها را از شهرهایی که سکونت گاه اجدادیشان بود بیرون راندند و عرب‌ها را جایگزین آن‌ها در کرکوک و… نمودند و پس از مدت‌ها آوراگی این مردم به مرور کُردهای جاف ساکن شهرهای چمچمال و سلیمانیه و کرکوک و جوانرود و و ثلاث باباجانی و … گردیدند .
از پیشینه ایل جاف در بیشتر منابع از دوره افشاریه به بعد، به سبب نزدیکی قلمرو این ایل به مرز دولت عثمانی، از جاف‌ها یاد کرده‌اند. در دوره شاه اسماعیل اول صفوی (حک: ح ۹۰۶–۹۳۰) ــ که هریک از ایل‌های، ناحیه‌ای را از آن خود می‌دانستند ــ سلطان سلیم اول عثمانی، حکیم ادریسِ کُرد را مأمور کرد تا میان رؤسای قبایل و ایل‌های کردستان (از جمله جافها) با حکومت صفوی اختلاف ایجاد کند. شکست ایرانیان در جنگ چالدِران (۹۲۰)، که ضعف دولت صفوی را به همراه داشت، در روند شکل‌گیری این اختلاف بی تأثیر نبود (رجوع کنید به بدلیسی، ص ۵۳۷–۵۳۹). در ظاهر، آغاز مهاجرت بخشی از ایل جاف (گروه جاف مرادی) از دوره شاه صفی (حک: ۱۰۳۸–۱۰۵۲) آغاز شد (رجوع کنید به ادامه مقاله). در زمان تعیین مرز ایران و عثمانی (۱۰۴۹)، به موجب معاهده زهاب که میان نمایندگان سلطان مراد چهارم و شاه صفی امضا شد، تعدادی از طایفه‌های ایل جاف در ایران باقی‌ماندند (زکی، ج ۱، ص ۱۹۲؛ ترجمة فارسی، ج ۱، ص ۱۵۰، پانویس؛ نیز رجوع کنید به مشیرالدوله تبریزی، ص ۷۹) و بیشتر آن‌ها (گروه جاف مرادی) خارج از مرز ایران قرار گرفتند.
در دوره قاجار (۱۲۱۰–۱۳۴۴)، ایل جاف از لحاظ سازمان ایلی، قشربندی پیشرفته‌ای داشت و بیگزادگان در رأس تشکیلات ایل، از لحاظ سیاسی و اجتماعی و اقتصادی بودند. (سلطانی، ج ۲، بخش ۱، ص ۳۰۶). ترتیب دیوانی حکمرانان و بیگ زادگان به شیوه‌ای بود که به‌طورعینی مناصب دربار شاهان را در میزانی محدودتر تداعی می‌کرد. بیگ زادگان بالاترین مرجع قضایی و نظامی در ایل و طایفه شمرده می‌شدند (همان، ج ۲، بخش ۱، ص ۳۰۷). کدخدایان و کلانترها و ریش سفیدان تیره‌ها، اگرچه دارای قدرت اجرایی نبودند، در حوزه‌ای محدودتر آنچه را که در دستگاه خوانین و بیگ زادگان مهیا بود، برای خود فراهم می‌کردند. ازدواج در میان حکمرانان درون گروهی بود اما گاه، به اقتضای مسائل سیاسی، با طایفه‌های و تیره‌ها وصلت صورت می‌گرفت.
ایل جاف در ۱۳۲۹ هنگام حمله سالارالدوله (برادر محمدعلی شاه) به کردستان برای مقابله با قیام مشروطه، به سپاه شاه یاری رساندند.
در جریان جنگ جهانی اول (۱۹۱۴–۱۹۱۸) و ورود قوای روسیه به مناطق کردستان و کرمانشاه، جاف‌ها با همکاری نیروهای عثمانی (به دلیل رقابت میان دولتهای عثمانی و روسیه) توانستند روس‌ها را وادار به عقب‌نشینی کنند.
به گفته محمدعلی سلطانی (ج ۲، بخش ۱، ص ۳۰۹)، در ۱۳۳۳ ایل جاف پیرو مذهب شافعی بودند و اردوهای عشایریِ (خِیْل) آن‌ها به‌طورمعمول شامل بیست تا سی چادر بود و هر اردو را سالمندی به‌طور غیررسمی اداره می‌کرد. هر عشیره را یک بیگ از خاندان خانی رهبری می‌کرد و جمعیت هر تیره به حدود چهار هزار تن (هشتصد خانوار) می‌رسید. سلطانی (همان‌جا) می‌افزاید که یکی از رده‌های ایلی جافِ جوانرودی، هوز بود که تنها در طایفه‌های باباجانی و یکی دو مورد در میان طایفه رستم بیگی بر تیره‌ها گفته می‌شد. سلسله مراتب ایلی از خان آغاز و به ریش سفیدان ختم می‌شد و اردو کوچک‌ترین واحد بود که شامل چند خانواده می‌شد و رهبری آن برعهده ریش سفیدان ایل بود (خلیقی، ج ۲، ص ۶۲). مسکن ایل‌ها در مناطق یکجانشین، خانه‌های روستایی ثابت گلی و سنگی، به‌طورمعمول دو طبقه بود: طبقه اول برای نگهداری دام و طبقه دوم برای زندگی افراد خانواده. طایفه‌های «قریبْ] = نزدیک [کوچ » تابستان‌ها را بیشتر در کَپَر می‌گذراندند و طایفه‌های «بعیدْ] = دور [ کوچ » از سیاه چادر استفاده می‌کردند.
در دوره رضاشاه (حک : ۱۳۰۴ـ۱۳۲۰ ش ) و در جریان خلع سلاح کردن عشایر، ایل جاف نیز مانند سایر ایل‌های کردستان درگیر منازعات ناشی از آن شد ( رجوع کنید به همان، ج ۲، بخش ۱، ص ۱۵۹ـ۱۶۳).
جاف مرادی، بزرگ‌ترین گروه جافها، در نواحی جنوب شرقی تا جنوب استان سلیمانیه پراکنده‌است، به‌ویژه در اطراف شهرهای حَلَبْچِه، پَنْجْوین و شهرزور (یا سیدصادق)،دربندیخان،کلار. این گروه ۲۲ طایفه دارد که این طایفه‌های تحت ریاست بیگزادگان خود به سه دسته کیخسرو بیگی، ولدبیگی و بهرام بیگی منشعب شده که از آن جمله است:باشوکی/پازوکی، میکائیلی، هارونی، شاطری، سادانی / سدانی، کَهْمالی / کمالی، یوسف جانی، گَهْلالی / گَلالی، عیسایی و تَرْخانی. برخی طایفه‌های آن (مانند صوفیه وه ند/ صوفی وند، تاوگوزی / تایجوزی، و نه ورولی / نَوْرولی) ساکن و برخی (مانند شاتری / شاطری، و رَشوبوری) نیمه ساکن‌اند.
از جمعیت عشایری جاف مرادی آمار جدید و دقیقی در دست نیست اما در ۱۳۱۴، این گروه بیشتر از بیست هزار خانوار داشت (سنجابی، ص ۱۹ و پانویس ۱).
به نوشته ادموندز (ص ۱۵۵–۱۵۶)، برخی محققان، مهاجرت جاف‌های عراق را در دورة سلطان مراد چهارم عثمانی (حک: ۱۰۳۲–۱۰۴۹) دانسته‌اند. در این دوره، ظاهربیگ جاف به همراه صد چادر (در ظاهر، چهارصد خانوار) از جوانرود به بانی خِیْلان مهاجرت کرد که در کرانة غربی رود سیروان (یا دیاله) در ناحیه بابان عراق (جزو قلمرو بابان *ها) واقع بود. با این حال، ادموندز (ص ۱۵۶) تاریخ مهاجرت جاف‌ها را به خاک عثمانی (عراق کنونی)، با قید احتمال، ۱۱۸۶ دانسته‌است. در ۱۰۴۸، چون جاف‌ها به سلطان مراد چهارم عثمانی در فتح بغداد یاری رساندند، وی به آنان لقب جاف مرادی داد (نیکیتین، ص ۳۶۹). به این ترتیب، پاشایان جاف مرادی از بیگ زادگان جاف جوانرودی جدا شدند (سلطانی، ج ۲، بخش ۱، ص ۱۲۵). همچنین پاشای کرد سلیمانیه در عراق به آنان اجازه داد که در حدود پَنْجوین (در شمال) و قِزل رباط و خانِقِین (در جنوب) ییلاق و قشلاق داشته باشند (نیکیتین، ص ۳۶۸). گزارش‌هایی در بارهٔ تردد مشکل ساز ایل جاف در مرزها موجود است.
در دوره قاجار، بیشتر از شرارت و غارتگری این طایفه‌ها در منطقة کردستان (در آن زمان ولایت اردلان، کمابیش برابر با استان کردستان کنونی) و نپرداختن حق سرعلف / علف چر از سوی آنان به والیان کردستان سخن گفته شده‌است (رجوع کنید به وقایع نگار کردستانی، ص ۱۵۲؛ سنندجی، ص ۱۹۳–۱۹۴). در اوایل سلطنت قاجار، همة جاف‌ها ایرانی و تابع والی کردستان بودند. در نتیجه ضعف این والیان و اقتدار عثمانی، دولت ایران از ادعای خود بر سلیمانیه صرف نظر کرد و به تدریج این طایفه‌ها از تابعیت ایران خارج شدند، اما قرار شد در مدتی که در خاک ایران اند، تبعهٔ ایران و در مدتی که در عراق اند، تابع دولت عثمانی شمرده شوند و چون عشایر هنگام ییلاق به اطراف سنندج می‌آمدند و در حین عبور به اموال کشاورزان آسیب می‌رساندند، با والیان و حکام کردستان (حکمرانان اردلان) درگیر می‌شدند (سنجابی، همان‌جا). تاریخ برخی از این درگیری‌ها بدین قرار است:
۱۱۶۸، در دوره حکومت خسروخان (۱۱۶۸–۱۱۷۶)، فرزند احمدخان اردلان؛ دوره لطفعلی خان اردلان (۱۲۰۴–۱۲۰۹)؛ دوره خسروخان (۱۲۴۰–۱۲۵۰)، فرزند امان اللّه خان بزرگ؛ دوره امان اللّه خان ثانی (۱۲۶۵–۱۲۷۶)؛ و ۱۲۸۶ در زمان فرهادمیرزا (۱۲۸۴–۱۲۹۱)، عموی ناصرالدین شاه، که در مدت حکومت در کردستان جاف‌ها را به سختی شکست داد. در این نبردها، جاف‌ها به سوی شهرزور در عراق عقب‌نشینی می‌کردند
در دوره ناصری (۱۲۶۴–۱۳۱۳)، از پرداخت علف چر از سوی جاف‌ها (برای قشلاق در منطقة کردستان)، به حاکم زهاب مطالبی آورده‌است. در این دوره، رئیسِ مرادیها، محمدپاشا (فرزند کیخسروبیگ) بود و عزیزآقا (رئیس طایفه شاطری) سایر طایفه‌های مرادی را بر وی شوراند. محمدپاشا ناچار به جوانرود رفت و از نو تحت پشتیبانی ناصرالدین شاه، به عراق بازگشت و ریاست ایل را به عهده گرفت. در ۱۳۳۳، نیکیتین (ص ۳۶۹) نوشته‌است که لقب مرادی در میان آنان چندان رایج نبود.
پس از فروپاشی حکومت عثمانی در ۱۳۰۲ ش / ۱۹۲۳، شیخ محمود بَرْزَنجی، از رهبران کرد، ضد نیروهای انگلیسی در عراق قیام کرد. در ظاهر، حکومت انگلستان برای شکست دادن وی درصدد بود تا بعضی از سران ایل جاف را به سوی خود جذب کند (رجوع کنید به حمدی، ص ۳۴–۳۶؛ برای آگاهی بیشتر دربارهٔ این قیام.
تا دوره محمدرضا پهلوی (۱۳۲۰–۱۳۵۷ ش) قشلاق آن‌ها در نواحی شمالیِ خیلات تا نزدیک قزل رَباط (سَعْدیه) و کرانه غربی رود سیروان (در استان سلیمانیه) و ییلاق آن‌ها در ایران، در حدود نواحی سقز و گَرّوس (کمابیش برابر شهرستان بیجار کنونی) و نزدیک شهر بیجار، گسترده بود (زکی، ج ۱، ص ۳۳۹؛ سنجابی، ص ۲۰).
ازجمله بزرگان جاف، مولانا خالد شهرزوری مشهور به مولانا خالدِ نقشبندی، از رهبران بزرگ طریقت نقشبندیه، است (برای آگاهی از دیگر بزرگان جاف عراق و ایران.

## پوشش
پوشش و لباس مردم ایل جاف، که یکی از ایل‌های کرد هستند؛ شامل قسمت‌های مختلفی می‌شود. پوشش مردان جافی چوخه و رانک است. نکتهٔ جالب شباهت پوشش مردان و زنان جافی است، در این ایل پوشش زنان نیز مانند مردان شامل: کرواس فقیانه، کوا، سخمه و… است. همچنین بانوهای جافی از زیورآلاتی در مدل‌های مختلف هم استفاده می‌کردند و در بیشتر این زیورآلات همچون خرخال، پنج لیره‌ای و کلاوزر،... سکه‌های طلا و نقره به کار برده‌شده‌است. ایل‌های کرد به‌طور تقریبی دارای پوشش‌هایی مشابه هستند و تفاوت‌ها تنها در برخی جزئیات قابل مشاهده هستند.